# Ючуцзянь
Ючуцзянь (кит.: 於除鞬; д/н — 93) — 4-й шаньюй північних хунну в 91—93 роках. Вважається останнім законним правителем північних хунну.

## Життєпис
Син шаньюя Юулю. У 80-х роках обіймав посаду східного гулі-вана. Після загибелі зведеного брата — Північного шаньюя — оголосив себе володарем північних хунну. Переніс ставку до озера Пулейхай
92 року ханський уряд визнав його статус, відправивши відповідну печатку та коштовного меча. У 93 році виступив проти імперії, але зазнав поразки від ханських генералів Жен Шана і Ван Фу. В наступних перемовинах останні переконали шаньюя повернутися до колишньої ставки та рушити до китайського кордону, але по дорозі вбили Ючуцзяня. Його володіння були розділені між Східною Хань, сяньбі та державою південних хунну.
Частина кланів північних хуну рушила до озера Байкал й південного Сибіру. Проте у 94 році представник гілки з південних хунну Фенхоу повстав й оголосив себе шаньюєм північних хунну.